# Nicklas Pedersen
Nicklas Pedersen (Køge, 10 ottobre 1987) è un ex calciatore danese, di ruolo attaccante, attuale allenatore del HB Køge.

## Carriera

### Emmen
Dopo la precedente esperienza al Groningen, Pedersen, nel 2018, torna in Eredivisie vestendo la maglia dell’Emmen, passando da una breve esperienza in Belgio con la maglia del Malines.
Il 16 dicembre 2018 mette a segno una doppietta, nonché le prime reti con la maglia dell’Emmen, in un incredibile match vinto 2-1 contro il Groningen; al momentaneo 1-0 degli avversari realizzato all’87º minuto, Pedersen risponde con due reti, avvenute tra l’88º ed il 93º minuto. Il 20 gennaio 2019 mette a segno un’altra doppietta, questa volta nel match casalingo terminato 2-2 contro il PSV, recuperando lo svantaggio di due gol dall’80º minuto.

## Palmarès

### Competizioni nazionali
- Campionato belga: 1

Gent: 2014-2015